# Atractosomus atricornis
Atractosomus atricornis là một loài bọ cánh cứng trong họ Elateridae. Loài này được Erichson miêu tả khoa học năm 1848.